# Manneville-ès-Plains
Manneville-ès-Plains település Franciaországban, Seine-Maritime megyében. Lakosainak száma 313 fő (2022. január 1.). Manneville-ès-Plains Cailleville, Gueutteville-les-Grès, Saint-Valery-en-Caux és Veules-les-Roses községekkel határos.

## Népesség
A település népességének változása:
| Lakosok száma | 268  | 269  | 285  | 280  | 292  | 304  | 307  | 311  | 313  |
|               | 2013 | 2015 | 2016 | 2017 | 2018 | 2019 | 2020 | 2021 | 2022 |